# Meliosma arenosa
Meliosma arenosa är en tvåhjärtbladig växtart som beskrevs av Idrobo och Cuatrec. Meliosma arenosa ingår i släktet Meliosma och familjen Sabiaceae. Inga underarter finns listade.